# Cyber Sunday 2007
Cyber Sunday 2007 was de vierde editie van Cyber Sunday. Het was een pay-per-viewevenement in het professioneel worstelen geproduceerd door World Wrestling Entertainment (WWE). Het vond plaats op 28 oktober 2007 in het Verizon Center in Washington. Het belangrijkste kenmerk van Cyber Sunday was dat fans via WWE.com konden stemmen in de peilingen.

## Resultaten stemmingen
| Poll                                                  | Resultaten |
| ----------------------------------------------------- | --- |
| Type match voor Rey Mysterio vs. Finlay               | Stretcher Match (40%) No Disqualification Match (36%) Shillelagh on a Pole Match (24%)                                                                        |
| Tegenstander voor CM Punk                             | The Miz (39%) John Morrison (33%) Big Daddy V (28%) |
| Tegenstander voor Montel Vontavious Porter            | Kane (67%) The Great Khali (24%) Mark Henry (9%) |
| Tegenstander voor Randy Orton                         | Shawn Michaels (59%) Jeff Hardy (31%) Mr. Kennedy (10%) |
| Type match voor Triple H vs. Umaga                    | Street Fight (57%) Steel Cage Match (26%) First Blood Match (17%)                                                                                             |
| Winnaar van de Divas Halloween kostuum contest        | Mickie James (21%) Kelly Kelly (17%) Torrie Wilson (15%) Melina (12%) Maria (12%) Layla (7%) Jillian Hall (5%) Victoria (4%) Brooke (4%) Michelle McCool (3%) |
| Special guest referee voor Batista vs. The Undertaker | Steve Austin (79%) Mick Foley (11%) John "Bradshaw" Layfield (10%)                                                                                            |

## Resultaten matchen
| Match                                 | Aantekeningen                                                                                        | Winnaar                                                  |
| ------------------------------------- | --- | -------------------------------------------------------- |
| Rey Mysterio vs. Finlay               | Stretcher Match                                                                                      | Rey Mysterio                                             |
| The Miz vs. CM Punk (c)               | Match voor de ECW Championship                                                                       | CM Punk (c)                                              |
| Jeff Hardy vs. Mr. Kennedy            | Single match                                                                                         | Mr. Kennedy                                              |
| Kane vs. Montel Vontavious Porter (c) | Match voor de WWE United States Championship                                                         | Kane (nc)                                                |
| Randy Orton (c) vs. Shawn Michaels    | Match voor de WWE Championship                                                                       | Shawn Michaels (nc) door diskwalificatie van Randy Orton |
| Triple H vs. Umaga.                   | Street Fight                                                                                         | Triple H                                                 |
| Batista (c) vs. The Undertaker.       | Match voor de World Heavyweight Championship met Stone Cold Steve Austin als "special guest referee" | Batista (c)                                              |